# KDESvn
KDESvn 是一個Subversion 版本控制系統的圖形介面客戶端 。
不同於其他大多數工具，它直接通過Rapid SVN作出的 C++包裝使用Subversion 的C -api   ，並不解析Subversion客戶端的輸出。所以本身就是一個真正的客戶端，而不是命令行工具的前端。

## 外部連結
- KDESvn website （页面存档备份，存于）